# Federico Lussenhoff
Federico Guillermo Lussenhoff (Venado Tuerto, 14 gennaio 1974) è un ex calciatore argentino, di ruolo difensore.

## Carriera
Lussenhoff parte dal Rosario Central in patria, affermandosi come uno dei più promettenti giovani del club. Trasferitosi in Messico, al Toros Neza, viene notato e acquistato dal San Lorenzo. Quattro stagioni al Tenerife, in Spagna, e passa al più ambizioso Maiorca.
Nel 2006 torna in patria, al River Plate, portando esperienza nella difesa dei Millonarios. Ha giocato nella seconda divisione argentina con la maglia del Talleres (C) fino al 2010.

## Palmarès

### Club

#### Competizioni internazionali
- Coppa CONMEBOL: 1

Rosario Central: 1995

#### Competizioni nazionali
- Coppa di Spagna: 1

Maiorca: 2002-2003